# Поправка, Павел Васильевич
Павел Васильевич Поправка (серб. Павел Поправка; родился 19 сентября 1983 в Новосибирске) — сербско-российский хоккеист, левый нападающий барнаульского «Алтая» и сборной Сербии.

## Карьера

### Клубная
Начал карьеру во втором составе новосибирской «Сибири» в Третьей лиге, играл там в течение трёх сезонов. В 2006 году перебрался в Сербию, где провёл два сезона в составе «Войводины»: 37 игр и 51 очко (31+20).
В 2008 году Павел перешёл в «Нови-Сад», в составе которого провёл 12 игр и набрал 22 очка. В сезоне 2009/2010 играл за команду Молодёжной хоккейной лиги России «Кристалл» из Бердска, с 2010 года защищал цвета «Партизана».
В 2012 году перешёл в украинский клуб «Львы» из Львова, в январе перешёл в казахский клуб «Арлан».
В сентябре 2013 года Павел Поправка и ещё 2 игрока «Арлана» расторгли контракт по обоюдному согласию сторон, покинув клуб.

### В сборной
В 2011 году получил гражданство Сербии и добился права играть за сборную Сербии. Дебютировал в 2012 году на чемпионате мира во II дивизионе.